# Uosrete
Uosrete ou Uassete era uma deusa egípcia cujo culto estava centrado em Tebas, no Alto Egito, e seu nome era igual ao nome egípcio da cidade, Uassete. Era uma deusa menor, mas três faraós durante a XII dinastia incorporaram seu nome ao deles: Sesóstris (Senusrete) significa "homem de Uosrete". Raramente foi retratada e nenhum templo dedicado a ela foi identificado. Quando foi retratada, usava uma coroa alta com o cetro de "poder" Uas (que estava relacionado ao seu nome) em sua cabeça e carregava outras armas, como lanças, arco e flechas. Foi a primeira esposa de Amom (John Ray a chama de "o equivalente teológico da garota da casa ao lado"), e foi substituída por Mute, embora seja possível que Mute seja simplesmente um nome posterior para Uosrete.